# Quiet Please!
Quiet Please! (traducido como ¡Silencio, por favor!) es un cortometraje animado de la serie Tom y Jerry, estrenado el 22 de diciembre de 1945 por Metro-Goldwyn-Mayer. Fue producido por Fred Quimby y dirigido por William Hanna y Joseph Barbera, con la supervisión musical de Scott Bradley y animación de Kenneth Muse, Ray Patterson, Irven Spence y Ed Barge. El corto ganó el Óscar al mejor cortometraje animado de 1945, siendo el tercero de Tom y Jerry.

## Trama
Spike (a veces llamado Killer o Butch), el perro enemigo de Tom, intenta dormir la siesta, pero las ruidosas persecuciones del gato y el ratón no lo dejan dormir. Spike le advierte a Tom que si lo vuelven a despertar lo despellejaría vivo. Estas advertencias son escuchadas por Jerry quien aprovecha la situación para hacer de las suyas. Durante el resto del cortometraje se ve cómo Tom trata de acabar con los intentos de Jerry por despertar al perro.
Cuando Tom lo está persiguiendo, Jerry intenta hacer ruido con una cuchara y una sartén cerca de los oídos del perro. Tom se los quita y evita que el ratón haga ruido. Luego, Jerry hace dar un salto a Tom con la ayuda del cable de una lámpara; cuando va a caer sobre una mesa de vidrio, el gato la saca en el aire y en su lugar pone una almohada.
Posteriormente, Jerry apunta un rifle a la cabeza de Spike, amenazando con disparar. Tom introduce sus dedos dentro de los cañones del arma antes de que el ratón pueda hacerlo. Después de esto, Jerry trata de empujar un gran reloj de pared. Tom sólo le tapa los oídos a Spike y éste no oye el ruido de la caída. Luego, Jerry comienza a arrojar bombillas; Tom las atrapa todas, pero el ratón mete su cola en el interruptor y las bombillas se encienden al estilo navideño. Tras esto el ratón pone un patín bajo el pie de Tom y lo lanza hacia Spike. El impacto despierta al perro por un momento pero vuelve a quedar dormido cuando Tom le canta una canción de cuna y lo arrulla.
Para tomar medidas seguras Tom hace que Spike se tome un frasco de gotas para dormir. La droga funciona y el perro se mantiene profundamente dormido aun cuando Jerry toca un tambor junto a sus oídos. Para demostrar el efecto de la droga, Tom comienza a tocar al perro como una batería. Jerry intenta de varias formas despertar al perro, hasta que pone un gran cartucho de dinamita bajo él. Cuando Tom intenta sacarlo, el perro despierta. Tom sonríe y deja la dinamita nuevamente bajo el perro; el cartucho explota y Spike creyendo que fue Tom el causante lo persigue y le da una fuerte golpiza mientras se ven muebles rotos volando por los aires.
Al final del corto se ve a Tom bastante malherido meciendo a Spike en una cuna mientras este duerme. Jerry también está durmiendo en la cuna y cuelga un cartel que dice "no molestar".
- Datos: Q886782